# Lestidiops distans
Lestidiops distans är en fiskart som först beskrevs av Ege, 1953.  Lestidiops distans ingår i släktet Lestidiops och familjen laxtobisfiskar. Inga underarter finns listade i Catalogue of Life.